# Sergueï Mouratov
Pour les articles homonymes, voir Mouratov.
Sergueï Alexandrovitch Mouratov (en russe : Сергей Александрович Муратов) est un journaliste, critique de télévision et de cinéma, professeur et scénariste russe, né le 1er mai 1931 à Kharkov et mort le 8 février 2015  à Moscou. 
Il est le créateur du jeu télévisé russe KVN. Il est depuis 1968 professeur à la faculté de journalisme de l'Université d'État de Moscou,. Il est membre de l'Académie de la télévision russe, de l'Union des réalisateurs de Russie et de l'Union russe des journalistes.